# Wood Wood
Wood Wood er et dansk moderne mode- og livsstilsbrand, der blev grundlagt i 2002 i København af Karl Oskar Olsen, Brian S.S. Jensen og Magnus Carstensen. Brandet driver egne butikker i Berlin, London, Aarhus og København samt en netbutik. Virksomheden blev begæret konkurs i marts 2024, og Sø- og Handelsretten afsagde konkursdekretet 18. marts 2024. 
Brandet har rødder i subkulturen, og grundlæggerne voksede op med graffiti og gadekultur i 1990'ernes Roskilde. Mærket blander high-end mode, sport og streetwear med ungdom og urban kultur, kunst og musik. Kunsteren Sigrid bar en gul Wood Wood t-shirt i videoen til "Strangers", hvilket gav mærket international eksponering. Wood Wood er blevet beskrevet som "contemporary streetwear". 
Oprindeligt begyndte virksomheden som en lille butik, der solgte t-shirts på Nørrebro. Senere rykkede butikken til et kælderlokale i Krystalgade i Indre By og derefter til Grønnegade.
Wood Wood er siden blevet et etableret brand, der viser sine nye kollektioner  i Firenze og London. Virksomheden har haft mere end 50 samarbejder med globale mærker som Nike, Asics, Barbour, Eastpak, Lego og Adidas samt kunstnere som Peter Sutherland, Elmgreen & Dragset, So-Me og FUZI UVTPK.     Allerede i 2000'erne begyndte Wood Wood at lave begrænsede oplag af deres kollektioner, hvilket fik unge til at slå lejr foran butikkerne, når der kom nye varer.
Sangerinden Lina Rafn, der på daværende tidspunkt var dommer i X Factor, vakte i 2014 opsigt ved at bære en Wood Wood-kasket i udsendelsen. Wood Woods medstifter Karl-Oskar Olesen kritiserede hende på Twitter, og Lina Rafn endte med at beklage.
I 2019 blev det annonceret, at Wood Wood ville åbne en butik i Soho, London. Den blev fulgt op af fire butikker i Danmark og to i Berlin.
Nedturen for virksomheden blev kendt for offentligheden i 2023, hvor flere underleverandører stod frem og fortalte, at Wood Wood ikke betaler sine regninger og at virksomheden ikke var til at få fat på. Allerede i 2019 kunne Wood Wood dog præsentere et dårligt regnskab, og i 2022 forlod de to tilbageværende stiftere virksomheden. Selskabets sidste administrerende direktør Mads Lunøe var så sent som i sommeren 2023 med til at skyde flere millioner kroner i selskabet, ligesom en ny strategi og en lukning af butikkerne i Berlin og London skulle bringe virksomheden på ret køl, men det var ikke nok til at vende udviklingen i selskabet, der var tynget af en stor gæld. 18. marts 2024 udsendte moderselskabet Carrington ApS således en pressemeddelelse om, at ejerne har begæret Wood Wood konkurs: 
| Citat                                                                 | Carrington ApS vil gerne udtrykke vores dybeste taknemmelighed til alle medarbejdere, samarbejdspartnere og kolleger, som har støttet os gennem årene og i denne udfordrende tid. Ejerne og nuværende ledelse er fortsat håbefulde om, at virksomheden med sit stærke brand og talentfulde medarbejdere kan fortsætte i en eller anden form efter administrationsprocessen | Citat |
| Administrerende direktør og medejer Mads Lunøe i en pressemeddelelse. | |       |